# МиГ-35
Микојан МиГ-35 је руски вишенаменски ловачки авион, (рус. Микоян МиГ-35; НАТО номенклатура: Fulcrum-F). Пројектовао га је пројектни биро Микојана, а произведи се у фабрици Соко. Представљен је као ловачки авион 4.++ генерације, а настао је развојем ранијих авиона из породице МиГ-а, МиГ-29М / М2 и МиГ-29К / КУБ. Први прототип је модификација примерка авиона који је коришћен као демонстратор у развоју варијанте МиГ-29М2. МиГ-35 је званично представљен свету током приредбе Аеро Индија 2007. године.
До 2021. године направљено је 10 прототипова и 6 серијских авиона. 
МиГ-35 долази у варијанти С (једносед) и УБ (двосед)
На овом авиону је значајно побољшана авионска опрема, авионски системи и наоружање. Интегрисан је нови радар са фазираном антенском решетком. МиГ-35 поседује могућност прецизног вођења убојних средстава на циљеве, прецизним лоцирањем истих помоћу јединственог оптичког система.
МиГ-35 је оспособљен за самостално извршавање вишенаменских задатака и без спреге са земаљским системима.

## Развој

### Преглед
МиГ-35 / МиГ-35Д су напреднији у односу на МиГ-29К / КУБ и МиГ-29М / М2 у борбеној ефикасности, побољшана им је универзалност употребе и побољшане су им оперативне карактеристике. Главне карактеристике новог пројекта су већина система пете генерације, компатибилност са захтевима руског и иностраног наоружања и интеграција различитих одбрамбених система за повећање преживљавања у борби. Нови укупни пројекат је заснован на концепту основне варијанте авиона МиГ-29 и обезбеђује новом авиону да обавља вишеструке мисије у пуном обиму, као и његови западни пандани.
Нова опрема је намијењена да допринесе надмоћи авиона МиГ-35 у ваздушном простору, као и да изводи прецизна дејства у подршци, у свим временским условима, извиђање из ваздуха са опто-електроником и радарском опремом и да извршава сложене заједничке мисије. Ово укључује радар Пхасотрон Жук-АЕ, са фазираном антенском решетком (електронско скенирање поља AESA), моторе РД-33МК и нови пројекат оптичког система локатора (ОЛС-35). Број спољних носача наоружања је повећан на 10, долет је повећан за 50%, а уочљивост укљученог радара је значајно смањена.Конфигурација опреме на авиону МиГ-35 намерно је остављена отворена помоћу магистрале података MIL-STD-1553. Може да носи спољни терет до 7 тона (двоструко више од МиГ-29). Испитивања у лету авиона МиГ-35 су започета 26. јануара 2017. године, када је одржана и званична његова презентација. 
У оквиру промоције, авион МиГ-35 је постао главна атракција на Међународној авио изложби МАКС-2017, на основу чега је МиГ-ова корпорација призната као победница при номинацији "ОКБ године", за реализацију пројекта Миг-35.

Велики број земаља, корисника авина МиГ-29, изразили су интересовање за куповину авиона МиГ-35. Предност им је што већ имају постојећу инфраструктуру за обуку техничара и пилота за породицу варинти авиона која је произашла развојем основног МиГ-29. То значајно скраћује потребно време и трошкове обуке за нове варијанте тога авиона.
У априлу 2011. године, МиГ-35 је напустио MMRCA енглеско / руско такмичење по тендеру за извоз 126 примерака ловачких авиона, за потрбе Министарства одбране Индије, због одређених компоненти опреме. Током испитивања, радар није могао да открије циљ на растојању захтеваном на тендеру, а мотор РД-33МК није показао потисак потребан за обављање задатка.
Прва 2 авиона Миг 35 ушла су у наоружање ВКС Руске Федерације 17. јуна 2019. године

### Конструкција
Разлика у односу на базни авион МиГ-29:
- Радар Жук-АЕ са фазираном антенском решетком (само за Индијску варијанту MMRCA, користи се радар верзији АФАР, што није званично потврђено, вероватно је да постоји и верзија радара Жук-М).
- Одбрамбени систем за електронско ратовање, детектори за откривање нападачких ракета и ласерског зрачења, митраљези избацивање лажних мамаца.
- Отворена архитектура интегрисане авионске опреме.
- Уграђене контејнерске оптичке радарске станице (ОЛС) и системи за означавање циљева уграђени на кацигу.
- Значајно повећано спољна носивост борбених средстава.
- Смањена уочљивост радара при његовом укључивању у радни режим.
- Нови електронски систем управљања моторима РД-33МК.
- Векторским управљањем потиском мотора РД-33МК, испитаних на авиону МИГ-29М / ОВТ са ознаком РД-33К.
- Троканални систем електричних команди лета и четврти резервни.
- Повећан капацитет ношења горива, са могућношћу пуњења у лету и употреба авиона МиГ-35 као танкера.
- Заштита од корозије типа решења као и на МиГ-29К.
- Повећана поузданост и лакше одржавање, повећан животни век ваздухоплова и мотора.
- Смањени трошкови летења за 2,5 пута.
- Повећање могућности аутономије (нпр., постоји постројење за производњу кисеоника на летелици).

### Погон
МиГ-35 погоне два мотора РД-33МК, са укупним потиском од 2х 50,0 / 81,3 kN, који су најновија верзија РД-33 после више модификација. Намењени су за погон авиона МиГ-29К и МиГ-29КУБ, примењени су и на МиГ-35. Имају 7% више потиска, у односу на своју основну варијанту, што је постигнуто употребом напредних материјала за израду лопатица турбине са побољшаним хлађењем. Као одговор на раније критике, нови мотори су без дима и укључују системе који смањују инфрацрвену и оптичку уочљивост. Мотори могу бити опремљени млазницама за векторисање потиска, што резултира повећањем борбене ефикасности за 12% до 15%, према тврдњама произвођача.
Варијанта мотора РД-33ОВТ је са млазницама за векторисање потиска и може усмерити потисак у два правца или у равни. Од 2012. године, једини борбени авион у оперативној употреби који користи ову технологију је Сухој Су-35. Мотори на авионима Су-30МКИ и F-22 раптору имају млазнице за векторисање потиска само у једној равни. Векторисање потиска омогућава авиону МиГ-35 да користи аутопутеве или травнате терене за слетање и полетање, уместо да се искљућиво ослања на традиционално припремљене асфалтне полетно-слетне стазе.

### Сензори и наоружање
У оквиру модификација, један је од значајнијих доприноса интеграција новог радара Жук-АЕ, са фазираном антенском решетком (електронско скенирање поља AESA). Такав радар је први пут у Русији уграђен на авион МиГ-35. Радар Жук-АЕ, који се заснива на фазираној антенској решетки (електронско скенирање поља AESA), пружа шири спектар радних учестаности, бољу отпорност на електронске контрамере (ECM), поседује повећан домет детекције и истовремено детектује више циљева у ваздушном простору и на тлу. Радар типа FGA-35 има антену од 688 mm и 1016 T/R модула (првобитно је било планирано 1064), циљ од 3 m² површине радарског пресека даљином детектује на растојању до 200 km. Са радаром Жук-АЕ је повећана даљина детекције до растојања од 250 km. У сваком тренутку може пратити и до 30 циљева, истовремено ажурирати до 6 циљева у ваздушном простору, а 4 истовремено.
У реферисању председнику Владимиру Путину, у јануару 2017. године, председник Удружења ваздухопловне индустрије, Јуриј Слисар, извијестио је да би МиГ-35 у будућности могао користити неку врсту ласерског наоружања.Војна испитивања ласерског оружја треба да се одвијају одмах после испитивања авиона у лету. Планирано је да и МиГ-35 буде способан да лансира крстарећу ракету Kh-36 Гром-1, продужујући јој дугогодишњу способност за подршку, што МиГ-29 не поседује. Током војног сајма "Армија" русија је за извозне варијанте МиГ-а 35 понудила и нове АЕСА радаре ЖУК-А/АЕ са дометом од 160 километара. Са овим, модернијим радаром активног електронског скенираног низа, МиГ-35 може да прати до 30, а симултано дејствује на 6 мета.

### Варијанта за Индију
Крајем осамдесетих година постојале су референце на веома различите пројекте који је означене као за авион МиГ-35. Овај пројекат је двомоторни ловачки авион и секундарном наменом подршке. Према неидентификованим индијским изворима, авион су оцењивали индијски пилоти у Русији и вероватно је предложен као алтернатива за индијски LCA (енгл. Light combat aircraft) који се у то време развијао.
Русија је представила МиГ-35 ваздухопловној компанији Аеро Индиа у Бангалору 2007. године, са намером да продају ове авионе Индији. МиГ-35 је био кандидат поред Јурофајтера тајфуна, F/A-18E/F супер хорнета, Рафала, ЈАС 39 грипена и F-16 који су се борили за индијско тржиште, према њиховом тендеру MMRCA за набавку 126 примерака вишенаменских борбених авиона за Индијски ваздухопловне снаге. МиГ-35 је отпао са такмичења у априлу 2011. године, због одређених компоненти опреме. Током испитивања, радар није могао да открије циљ на растојању захтеваном на тендеру, а мотор РД-33МК није показао потисак потребан за обављање задатка.
На овом тендеру је победио француски Рафал, а склопљени уговор је у процесу реализације.

### Испитивање
До априла 2010. године, слике и додатне информације су се појавиле о двама новим демонстраторима авиона МиГ-35 (једноседом МиГ-35 "961") и (двоседом МиГ-35Д "967"). Према руским медијима, први пут су летели у јесен 2009. године, а потом су учествовали на проценама MMRCA у Индији, у октобру 2009. године.
Оба су се појавили на повећој заједничкој слици са својим претходним варијантама МиГ-29К / КУБ, из којих су настали. Била је уочљива разлика у кочним падобранима, уграђеним уместо куке за кочење, намењене за палубне авионе. Поред тога, видело се да је МиГ-35Д "967" опремљен сличним АЕСА радаром који је постављен и на старијем демонстратору "154" МиГ-35, препознатљивом по тамно сивом радому. Два МиГ-35 су достављена руским ваздухопловним снагама за испитивање у лету у новембру 2016. године ради потврђивања техничких карактеристика. То је изјавио Генерални конструктор Уједињене ваздухопловне корпорације Сергеј Коротков, 6. септембра.
Корпорација МиГ је званично представила руској влади нови авион МиГ-35, 28. јануара 2017. године, а следећег дана је организована демонстрација за иностране потенцијалне купце. Међутим, тада представљени МиГ-35 показао се да је мало другачији од оног из 2007. године. Новом авиону МиГ-35 наводно недостаје радар AESA, као и управљање вектором потиска, са образложењем да би се задржали нижи трошкови набавке ради привлачења страних купаца. У јулу 2017. године, генерални директор МиГ-а Иља Тарасенко изјавио је новинарима: "ми сада испитујемо, а након што добијени резултати опрадају масовну производњу, серијска производња ће почети се одвијати у наредне две године". Средином фебруара 2018. године, корпорација МиГ је објавила да су завршена фабричка испитивања авиона МиГ-35, а сертификат о добијеним позитивним резултатима тих испитивања потписан је у децембру 2017. године. Интензивна Испитивања у лету авиона МиГ-35 су настављена током 2018. године. Испитивања С и УБ су завршена током 2019. године.

## Будући корисници

### Русија
22. августа 2018. године потписан је уговор за набавку првих 6 авиона МиГ-35. Авиони су испоручени већ 2019. године. Руска војска најавила је 

### Египат
У 2014. години, Египат је планирао да потпише значајан уговор о оружју са Русијом за куповину 24 авиона МиГ-35. У фебруару 2015. године, генерални директор МиГ-а Сергеи Коротков најавио је да је компанија спремна да снабдева Египат авионом МиГ-35, ако та земља то тражи. У априлу 2015, Египат је постао први извозни купац, када је потписао уговор вредан 2 милијарде долара за куповину 46 вишенаменских ловачких авиона МиГ-29М / М2, који такође имају већину карактеристика као МиГ-35.
Египатска варијанта означена је као МиГ-29М (9.41СМ) за једноседа, а МиГ-29М2 (9.47СМ) за двоседа. Земља је примила прву групу ловаца у априлу 2017. године, а до краја године, примили су још 15 авиона. Уговор ће бити реализован до 2020.године. Ловци ће се такође испоручивати са MSP-418K активним ометачем са технологијом DRFM за противрадарске ракете. Ометач је претходно приказан на изложби МАКС и тек треба бити уведен у оперативну употребу у руске ваздухопловне снаге. Египат је наручиио 24 контејнера са овом опремом са почели испоруке 2018. године. Египатске ваздухопловне снаге очекују да ће њихови авиони МиГ-29М бити у употреби до 2060. године.
Египат је на сајму "Армија 2019" наручио 50 Миг-35 у варијанти С (једносед) и УБ (двосед)

### Ирак
У децембру 2017. године, МиГ-35, заједно са ракетним системом Су-25 и Пантсир-С1, наводно је Ирак најавио уговор о наоружању који износи 7 милијарди долара. Број примерака авиона МиГ-35, који се уговара, још није прецизиран.

### Аргентина
2021. године Руска Федерација понудила је аргентинској страни вишенаменске борбене авионе Миг-35 и ракете ваздух-земља КХ-38 и против-бродске ракете КХ-35 

## Корисници - уговорено
- Египат — Уговорено је 46 примерака Миг-29М/М2 (извозна верзија МиГ-35).[36] Испоручено је 14 од 15 и укључено у оперативну употребу, од дела плана у 2018. години. Један авион се срушио 3. новембра 2018. године.[44]31. августа 2019. године потписан уговор о испоруци 50 апарата.
- Русија —  ВКС тренутно располажу са 6 апарата овог типа, а најављено је даље опремање и планирана је замена свих МиГ-29 овим типом авиона.

## Варијанте
МиГ-35С — Варијанта једноседа
МиГ-35Д — Варијанта двоседа
Морнаричка варијанта
Према речима генералног директора Микојана, Илије Тарашенко, морнаричка верзија МиГ-35 је у развоју. Прилагођен је нови систем за слетање авиона МиГ-35 на палубу БИНС-СП-2.

## Карактеристике[б]
Основне карактеристике
- Посада: 1 и 2
- Дужина: 17,3 m
- Висина: 4,73 m
- Површина крила: 38 m²
- Тежина празног авиона: 11.000 kg
- Нормална тежина: 17.500 kg
- Максимална при узлету: 29.700 kg
- Мотори: 2 х Климов РД-33МК, потисак 2 х 53 / 88,3 KN (без / са - допунско сагоревање)

Перформансе
- Максимална брзина:
  - На висини: 2.400 km/h
  - На нивоу мора: 1.450 km/h
- Долет: 2.000 km
- Тактички радијус: 1.000 km
- Плафон лета: 19.000 m
- Брзина пењања: 330 m/s
- Максимално нормално убрзање: +10g (10 х 9,81 m/s²)

Наоружање
- Топ: 1 х 30мм Шипонов ГШ-30-1, бојеви комплет од 150 граната.
- Спољни носачи: На 9 подвесних тачака, носи до 7.000 kg, а у комбинацији ношења може бити: 
  - Ракете:
    - Ваздух-Земља:
      - С-8
      - С-13
      - С-25L
      - С-25-O
      - С-24

    - Ваздух-Ваздух
      - Р-73
      - Р-77

    - Против-радарске
      - КХ-31ПД

    - Против-бродске:
      - КХ-31АД
      - КХ-29L/TE
      - КХ-38ME

    - Бомбе
      - КАБ-500КРТV вођена бомба
      - КАБ-500Л Ласерски вођена бомба
      - КАБ-500С-E GPS вођена бомба